# Lisbon (Nueva York)
Lisbon es un pueblo ubicado en el condado de St. Lawrence en el estado estadounidense de Nueva York. En el año 2000 tenía una población de 4,047 habitantes y una densidad poblacional de 14 personas por km².

## Geografía
Lisbon se encuentra ubicado en las coordenadas 44°42′10″N 75°19′32″O / 44.70278, -75.32556.

## Demografía
Según la Oficina del Censo en 2000 los ingresos medios por hogar en la localidad eran de $35,772, y los ingresos medios por familia eran $38,384. Los hombres tenían unos ingresos medios de $30,558 frente a los $25,525 para las mujeres. La renta per cápita para la localidad era de $15,784. Alrededor del 14.1% de la población estaban por debajo del umbral de pobreza.